# 藤野岩友
藤野 岩友（ふじの いわとも、1898年11月14日 - 1984年5月28日）は、古典中国文学者。國學院大學名誉教授。文学博士。折口信夫の五博士のうちの一人である。
楚辞の研究で知られ、主著は『巫系文学論』、『中国の文学と礼俗』など。漢文学者として『角川漢和中辞典』など漢和辞典や漢文教科書の編さんを担当した。
息子は幻想画家の藤野一友（別名義で中川彩子）。

## 略歴
- 1898年（明治31年） - 香川県高松市中新町に生まれる。
- 1917年（大正 6年） - 日本中学校卒業。
- 1918年（大正 7年） - 國學院大學予科入学。
- 1922年（大正11年） - 國學院大學国文科卒業。
- 1924年（大正13年） - 大東文化学院高等科入学。
- 1927年（昭和 2年） - 大東文化学院高等科卒業。
- 1942年（昭和17年） - 國學院大學教授。
- 1950年（昭和25年） - 「巫系文学小考―楚辞を中心として―」で文学博士の学位を受ける。
- 1971年（昭和46年） - 折口博士記念古代研究所所長。
- 1980年（昭和55年） - 國學院大學名誉教授。
- 1984年（昭和59年） - 胃癌にて永眠。

## 著書
- 『巫系文学論』 大学書房、1951年、増補版1969年
- 『漢文学習叢書　漢詩』 旺文社、1957年
- 『楚辭』「漢詩大系3」集英社、1967年、新装版「漢詩選3」1996年
- 『五雑俎』 明徳出版社「中国古典新書」、1972年、再版1993年
- 『中国の文学と礼俗』 角川書店、1976年
- 編『中国文学小事典』 高文堂出版社、1982年（中国文化全書）